# Huexotla
Huexotla es un yacimiento arqueológico situado en el municipio de Texcoco, Estado de México.
Es uno de los yacimientos más representativos sobre la cultura de Acolhuacan entre los siglos siglo XII y XVI.

## Toponimia
«Huexotla» procede del náhuatl y se puede traducir al castellano como «lugar donde hay sauces». Hace referencia a un bosque que existió en época prehispánica, al pie del monte Tláloc.

## Historia
Huexotla fue, junto a Coatlinchán y Texcoco, una de las principales ciudades de los acolhuas.
Las fuentes históricas difieren sobre la fecha de fundación de la ciudad, aunque se cree que pudo ser durante el gobierno del tlatoani Tlotzin, entre 1158 y 1194.

## Zona arqueológica
El asentamiento acolhua abarca varios kilómetros cuadrados de extensión, de los que solo se ha explorado una parte mínima.